# Mike Leon Grosch

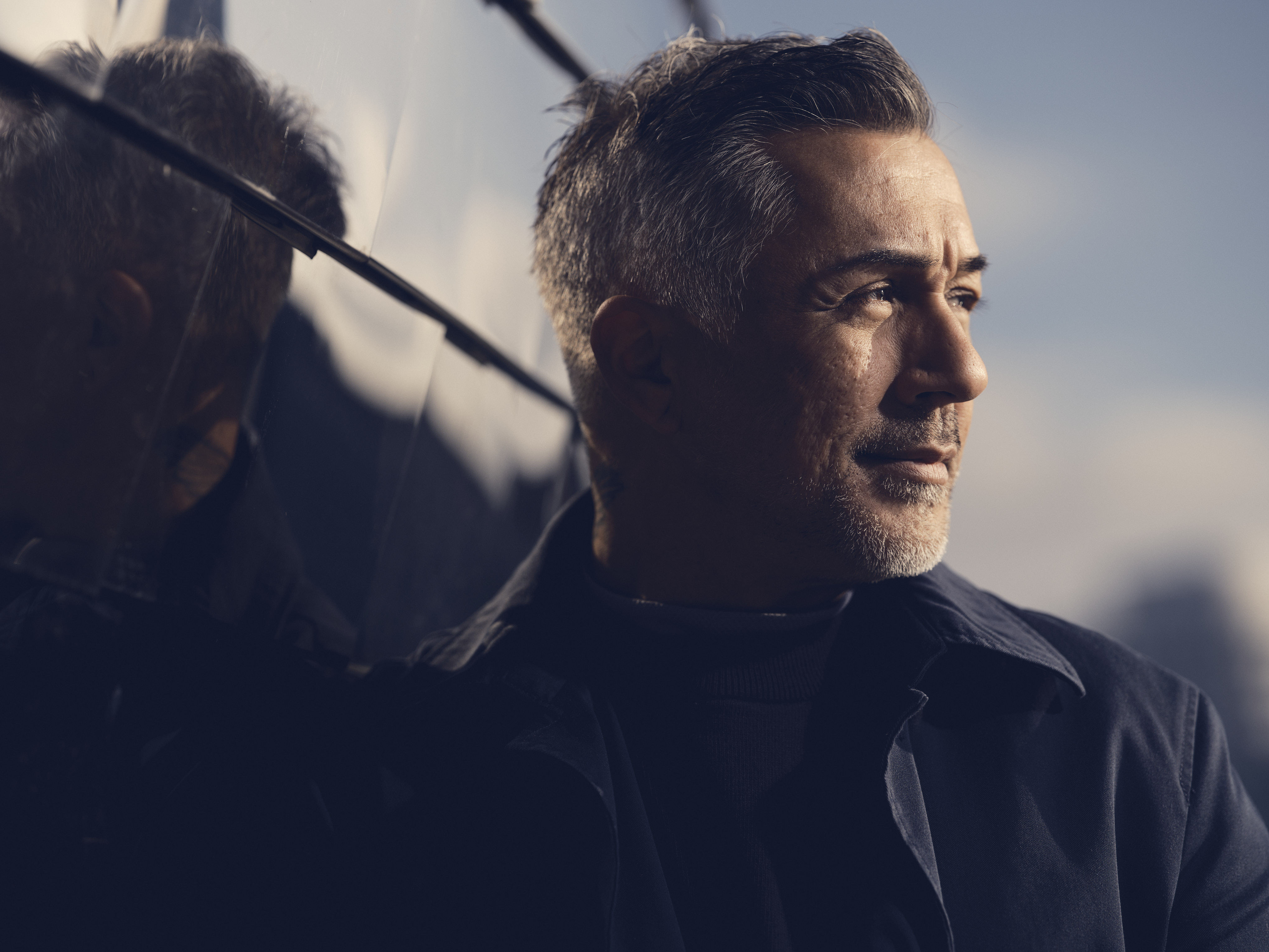
Mike Leon Grosch (2023)

Mike Leon Grosch (* 2. November 1976 in Wuppertal) ist ein deutscher Pop-Sänger und Songwriter.
Bekannt wurde Grosch als Finalist der dritten Staffel der Castingshow Deutschland sucht den Superstar (DSDS). Diese strahlte der Fernsehsender RTL von November 2005 bis März 2006 aus. Grosch belegte in diesem Wettbewerb den zweiten Platz hinter Tobias Regner.

## Leben und Karriere
Grosch wuchs in Wuppertal-Elberfeld bei seiner Mutter Sung-Yoon (성윤) Grosch auf, einer Krankenschwester aus Korea. 1997 machte er am Gymnasium Bayreuther Straße sein Abitur. Seit seinem 19. Lebensjahr wohnt Grosch in Köln. Vor der Teilnahme an DSDS arbeitete er als Vertriebsbeauftragter bei E-Plus. Außerdem stand er bei dem Mobilfunk-Anbieter Base als Testimonial unter Vertrag und machte für diese Firma Werbung. Während des Wettbewerbs zu DSDS erregte Grosch Aufsehen durch eine Liebesbeziehung mit seiner Konkurrentin Vanessa Jean Dedmon, die im Halbfinale ausschied. Das Paar trennte sich drei Monate nach der Finalsendung von Deutschland sucht den Superstar. Danach veröffentlichte er zwei Singles und ein Album. Im November 2006 kündigte die Sony BMG seinen Plattenvertrag. 2006 gedreht, wurde im Januar 2007 der Tatort: Schwelbrand ausgestrahlt, in dem Mike Leon Grosch neben Jeanette Biedermann eine Nebenrolle spielt. Für den Model-Contest Die Eine 2008 veröffentlichte Mike Leon Grosch den Song YEAH!, welchen es auf der offiziellen Homepage kostenlos zum Herunterladen gab.
Von 2009 bis 2010 absolvierte Mike Leon Grosch ein Volontariat beim Aachener Radiosender Antenne AC. Nachdem er drei Jahre lang von seinen Ersparnissen gelebt hatte, schlug sich Grosch 2010 als Flaschensammler durchs Leben. Von April 2011 bis Dezember 2011 war er als Moderator beim Radiosender ffn tätig. 2012 fand er eine Anstellung bei einem Textilunternehmen. 2014 wurde Grosch Vater einer Tochter, die aus der Beziehung mit seiner damaligen Lebensgefährtin stammt. Seit 2018 ist er neu liiert.
2016 erlitt Grosch zwei Herzinfarkte. 2019 nahm er als Kandidat an Das Supertalent teil. Anschließend veröffentlichte Grosch im Januar 2020 die Single Wunderschön. Im September 2020 erschien Groschs Single mit dem Pop-Schlager Nicht mal eine Stunde. Im April 2021 erschien das Album Wenn wir uns wiedersehen, das Platz 18 der deutschen Album-Charts erreichte.
Im Oktober 2021 heiratete Grosch seine Frau Daniela, die zwei Kinder aus erster Ehe mitbrachte.

## Musikalischer Hintergrund undDeutschland sucht den Superstar

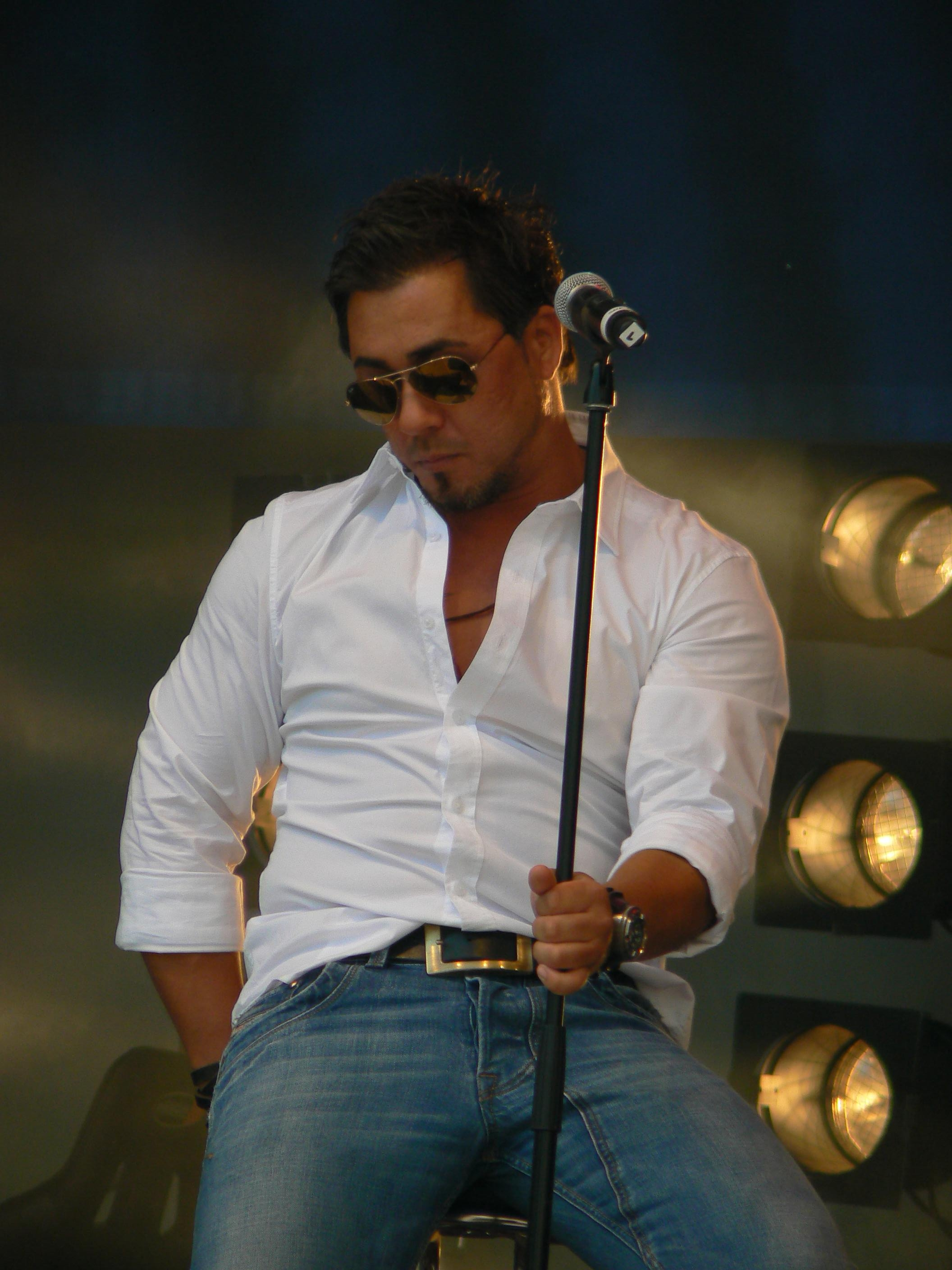
Mike Leon Grosch in Düsseldorf 2007

Musikalische Erfahrung sammelte Grosch bei kleinen Auftritten mit einer Hobbyband aus Ratingen, ebenso bei ein paar Karaoke-Auftritten und als Gesangsbegleitung auf Hochzeiten.
Grosch nahm 2005/2006 an der 3. Staffel der Casting-Show Deutschland sucht den Superstar teil und belegte mit 45,4 zu 54,6 Prozent der Zuschauerstimmen Platz 2 im Finale hinter Tobias Regner.

## Auftritte DSDS
- Erste Top-20-Show: Don’t Let the Sun Go Down on Me (George Michael & Elton John)
- Zweite Top-20-Show: Bed of Roses (Bon Jovi)

| Mottoshow        | Lied                                           | Originalinterpret                        | Anrufer in Prozent      |
| Greatest Hits    | She’s Like the Wind                            | Patrick Swayze                           | 13,1 % (Platz 3 von 10) |
| Hits der 80er    | The Power of Love                              | Huey Lewis & the News                    | 12,2 % (Platz 3 von 9)  |
| Rock Classic     | Still Got the Blues                            | Gary Moore                               | 19,7 % (Platz 2 von 8)  |
| Big Band         | I Get a Kick Out of You                        | Ethel Merman                             | 23,9 % (Platz 1 von 7)  |
| Love Songs       | Love’s Divine                                  | Seal                                     | 21,9 % (Platz 1 von 6)  |
| Nummer-eins-Hits | Reality In the Ghetto                          | Richard Sanderson Elvis Presley          | 17,1 % (Platz 3 von 5)  |
| Soul             | Kiss from a Rose All Night Long (All Night)    | Seal Lionel Richie                       | 30,3 % (Platz 1 von 4)  |
| Kuschelrock      | Mandy Against All Odds You Are So Beautiful    | Barry Manilow Phil Collins Billy Preston | 23,7 % (Platz 2 von 3)  |
| Finale           | Angels Love’s Divine Don’t Let It Get You Down | Robbie Williams Seal Mike Leon Grosch    | 45,4 % (Platz 2 von 2)  |

## Diskografie

### Studioalben
| Jahr | Titel                    | Höchstplatzierung, Gesamtwochen, AuszeichnungChartplatzierungen (Jahr, Titel, Platzierungen, Wochen, Auszeichnungen, Anmerkungen) | Höchstplatzierung, Gesamtwochen, AuszeichnungChartplatzierungen (Jahr, Titel, Platzierungen, Wochen, Auszeichnungen, Anmerkungen) | Höchstplatzierung, Gesamtwochen, AuszeichnungChartplatzierungen (Jahr, Titel, Platzierungen, Wochen, Auszeichnungen, Anmerkungen) | Anmerkungen                              |
| Jahr | Titel                    | DE | AT | CH | Anmerkungen                              |
| ---- | ------------------------ | --- | --- | --- | ---------------------------------------- |
| 2006 | Absolute                 | DE2 (12 Wo.)DE | AT12 (4 Wo.)AT | CH6 (8 Wo.)CH | Erstveröffentlichung: 26. Mai 2006       |
| 2021 | Wenn wir uns wiedersehen | DE18 (3 Wo.)DE | — | CH54 (1 Wo.)CH | Erstveröffentlichung: 30. April 2021     |
| 2023 | Tief                     | DE17 (1 Wo.)DE | — | — | Erstveröffentlichung: 15. September 2023 |

### Singles
| Jahr | Titel Album                        | Höchstplatzierung, Gesamtwochen, AuszeichnungChartplatzierungen (Jahr, Titel, Album, Platzierungen, Wochen, Auszeichnungen, Anmerkungen) | Höchstplatzierung, Gesamtwochen, AuszeichnungChartplatzierungen (Jahr, Titel, Album, Platzierungen, Wochen, Auszeichnungen, Anmerkungen) | Höchstplatzierung, Gesamtwochen, AuszeichnungChartplatzierungen (Jahr, Titel, Album, Platzierungen, Wochen, Auszeichnungen, Anmerkungen) | Anmerkungen                           |
| Jahr | Titel Album                        | DE | AT | CH | Anmerkungen                           |
| ---- | ---------------------------------- | --- | --- | --- | ------------------------------------- |
| 2006 | Don’t Let It Get You Down Absolute | DE1 (11 Wo.)DE | AT6 (10 Wo.)AT | CH2 (14 Wo.)CH | Erstveröffentlichung: 18. März 2006   |
| 2006 | Confessional Absolute              | DE30 (6 Wo.)DE | — | — | Erstveröffentlichung: 11. August 2006 |

Weitere Singles
- 2016: Sunshine Turns to Blue
- 2016: Viel besser als perfekt
- 2016: Du & Colonia
- 2018: Wir sind Wir
- 2018: Ich liebe Dich
- 2019: Papa
- 2020: Wunderschön
- 2020: Wieder Willingen (Wir sind wieder da)
- 2020: Nicht mal eine Stunde (AT: Gold)[8]
- 2020: Leise rieselt der Schnee
- 2021: Tausend Melodien
- 2021: Dann geht es Dir genau wie mir
- 2022: Meine Wahl
- 2022: Wenn das so ist
- 2022: Polaroid
- 2023: Himmel und Hölle
- 2024: Sarah

### Gastbeiträge
- 2013: We Are One (Tim Royko feat. Mike Leon)
- 2021: Mein Zuhause das bist du (mit Sotiria, auf ihrem Album Mein Herz)

### Beiträge für Sampler
- 2006: Deutschland sucht den Superstar: Love Songs (Love’s Divine und Back for Good)
- 2006: Sampler Chartboxx Nr.4
- 2006: Sampler Toggo Music Nr.13
- 2006: Sampler Just the Best Nr.55